# Élections législatives de 2024 dans la Vienne
Les élections législatives de 2024 dans la Vienne se déroulent les 30 juin et 7 juillet 2024. Dans le département, quatre députés sont à élire dans le cadre de quatre circonscriptions, à la suite de la dissolution de l'Assemblée nationale par Emmanuel Macron.
Le choix de cette dissolution est pris après la défaite de la liste Renaissance aux élections européennes qui ont lieu le 9 juin 2024.

## Contexte
| Circonscription | RN      | ENS     | PS - PP | LFI    | LR     |
| --------------- | ------- | ------- | ------- | ------ | ------ |
| Circonscription |         |         |         |        |        |
| 1re             | 26,76 % | 15,76 % | 18,15 % | 9,16 % | 6,26 % |
| 2e              | 22,02 % | 16,72 % | 19,81 % | 10,2 % | 6,62 % |
| 3e              | 35,31 % | 14,41 % | 12,63 % | 5,27 % | 6,36 % |
| 4e              | 39,39 % | 14,98 % | 10,85 % | 5,86 % | 6,46 % |

## Système électoral
Les élections législatives ont lieu au scrutin uninominal majoritaire à deux tours dans des circonscriptions uninominales.
Est élu au premier tour le candidat qui réunit la majorité absolue des suffrages exprimés et un nombre de voix au moins égal au quart des électeurs inscrits dans la circonscription, soit 25 %. Si aucun des candidats ne satisfait ces conditions, un second tour est organisé entre les candidats ayant réuni un nombre de voix au moins égal à un huitième des inscrits, soit 12,5 %. Les deux candidats arrivés en tête du 1er tour se maintiennent néanmoins par défaut si un seul ou aucun d'entre eux n'a atteint ce seuil. Au second tour, le candidat arrivé en tête est déclaré élu,.
Le seuil de qualification basé sur un pourcentage du total des inscrits et non des suffrages exprimés rend plus difficile l'accès au second tour lorsque l'abstention est élevée. Le système permet en revanche l'accès au second tour de plus de deux candidats si plusieurs d'entre eux franchissent le seuil de 12,5 % des inscrits. Les candidats en lice au second tour peuvent ainsi être trois, un cas de figure appelé « triangulaire ». Les second tours où s'affrontent quatre candidats, appelés « quadrangulaire » sont également possibles, mais beaucoup plus rares,.

### Partis et nuances
Les résultats des élections sont publiés en France par le ministère de l'Intérieur, qui classe les partis en leur attribuant des nuances politiques. Ces dernières sont décidées par les préfets, qui les attribuent indifféremment de l'étiquette politique déclarée par les candidats, qui peut être celle d'un parti ou une candidature sans étiquette.
Seuls le Parti communiste français (COM), La France insoumise (FI), le Parti socialiste (SOC), le Parti radical de gauche (RDG), Les Écologistes (VEC), Renaissance (RE), le Mouvement démocrate (MDM), Horizons (HOR), l'Union des démocrates et indépendants (UDI), Les Républicains (LR), le Rassemblement national (RN) et Reconquête (REC) se voient attribuer en 2024 des nuances propres. Les coalitions Ensemble et Nouveau front populaire, ainsi que les candidats de l'alliance LR-Ciotti-RN, en bénéficient également indirectement, les nuances Ensemble ! (Majorité présidentielle) (ENS), Union de la gauche (UG) et Union de l'extrême-droite (UXD) étant attribuables aux candidats bénéficiant respectivement du soutien de deux partis du centre, de deux partis de gauche ou de deux partis d'extrême-droite,.
Tous les autres partis se voient attribuer l'une ou l'autre des nuances suivantes : EXG (extrême gauche), DVG (divers gauche), ECO (écologiste), REG (régionaliste), DVC (divers centre), DVD (divers droite), DSV (droite souverainiste) et EXD (extrême droite). Des partis comme Debout la France ou Lutte ouvrière ne disposent ainsi pas de nuances propres, et leurs résultats nationaux ne sont pas publiés séparément par le ministère, car mélangés avec d'autres partis (respectivement dans les nuances DSV et EXG).

## Élus
| Circonscription | Député sortant   | Parti | Parti | Groupe | Député élu ou réélu | Parti | Parti | Groupe |
| --------------- | ---------------- | ----- | ----- | ------ | ------------------- | ----- | ----- | ------ |
| 1re             | Lisa Belluco     |       | EELV  | ÉCO    | Lisa Belluco        |       | LÉ    | ÉCO    |
| 2e              | Sacha Houlié     |       | RE    | RE     | Sacha Houlié        |       | RE    | NI     |
| 3e              | Pascal Lecamp    |       | MoDem | DEM    | Pascal Lecamp       |       | MoDem | DEM    |
| 4e              | Nicolas Turquois |       | MoDem | DEM    | Nicolas Turquois    |       | MoDem | DEM    |

## Résultats

### Résultats à l'échelle du département

#### Résultats par coalition
| Parti et coalition                      | Parti et coalition                      | Parti et coalition                 | Premier tour | Premier tour | Premier tour | Second tour | Second tour   | Second tour | Total Sièges  | +/-           |  |
| Parti et coalition                      | Parti et coalition                      | Parti et coalition                 | Voix         | %            | Sièges       | Voix        | %             | Sièges      | Total Sièges  | +/-           |  |
| --------------------------------------- | --------------------------------------- | ---------------------------------- | ------------ | ------------ | ------------ | ----------- | ------------- | ----------- | ------------- | ------------- |  |
|                                         | Rassemblement national (RN)             | Rassemblement national (RN)        | 68 937       | 33,23        | 0            | 74 667      | 36,00         | 0           | 0             | en stagnation |  |
|                                         |                                         | Mouvement démocrate (MoDem)        | 29 780       | 14,35        | 0            | 51 252      | 24,71         | 2           | 2             | en stagnation |  |
|                                         | Renaissance (RE)                        | 18 855                             | 9,09         | 0            | 23 895       | 11,52       | 1             | 1           | en stagnation |               |  |
|                                         | Horizons (HOR)                          | 15 875                             | 7,65         | 0            | 16 244       | 7,83        | 0             | 0           | en stagnation |               |  |
| Total Ensemble pour la République (ENS) | Total Ensemble pour la République (ENS) | 64 510                             | 31,10        | 0            | 91 391       | 44,07       | 3             | 3           | en stagnation |               |  |
|                                         |                                         | Les Écologistes (LÉ)               | 18 232       | 8,79         | 0            | 22 660      | 10,93         | 1           | 1             | en stagnation |  |
|                                         | La France insoumise (LFI)               | 16 254                             | 7,83         | 0            | 18 666       | 9,00        | 0             | 0           | en stagnation |               |  |
|                                         | Parti socialiste (PS)                   | 13 020                             | 6,28         | 0            | Retrait      | Retrait     | Retrait       | 0           | en stagnation |               |  |
|                                         | Place publique (PP)                     | 9 901                              | 4,77         | 0            | Retrait      | Retrait     | Retrait       | 0           | en stagnation |               |  |
| Total Nouveau Front populaire (NFP)     | Total Nouveau Front populaire (NFP)     | 57 407                             | 27,67        | 0            | 41 326       | 19,93       | 1             | 1           | en stagnation |               |  |
|                                         | Dissidents Nouveau Front populaire      | Dissidents Nouveau Front populaire | 5 723        | 2,76         | 0            |             |               |             | 0             | Nv            |  |
|                                         | Lutte ouvrière (LO)                     | Lutte ouvrière (LO)                | 2 391        | 1,15         | 0            | 0           | en stagnation |             |               |               |  |
|                                         |                                         | Alliance centriste (AC)            | 1 263        | 0,61         | 0            | 0           | Nv            |             |               |               |  |
| Total Le Centre (LC)                    | Total Le Centre (LC)                    | 1 263                              | 0,61         | 0            | 0            | Nv          |               |             |               |               |  |
|                                         | Debout la France (DLF)                  | Debout la France (DLF)             | 752          | 0,36         | 0            | 0           | en stagnation |             |               |               |  |
|                                         | Équinoxe                                | Équinoxe                           | 417          | 0,20         | 0            | 0           | Nv            |             |               |               |  |
|                                         | Sans étiquette (SE)                     | Sans étiquette (SE)                | 6 057        | 2,92         | 0            | 0           | en stagnation |             |               |               |  |
|                                         |                                         |                                    |              |              |              |             |               |             |               |               |  |
| Suffrages exprimés                      | Suffrages exprimés                      | Suffrages exprimés                 | 207 457      | 96,93        |              | 207 384     | 96,22         |             |               |               |  |
| Votes blancs                            | Votes blancs                            | Votes blancs                       | 4 068        | 1,90         | 5 731        | 2,66        |               |             |               |               |  |
| Votes nuls                              | Votes nuls                              | Votes nuls                         | 2 500        | 1,17         | 2 423        | 1,12        |               |             |               |               |  |
| Total                                   | Total                                   | Total                              | 214 025      | 100          | 0            | 215 538     | 100           | 4           | 4             | en stagnation |  |
| Abstentions                             | Abstentions                             | Abstentions                        | 93 333       | 30,37        |              | 91 865      | 29,88         |             |               |               |  |
| Inscrits/Participation                  | Inscrits/Participation                  | Inscrits/Participation             | 307 358      | 69,63        | 307 403      | 70,12       |               |             |               |               |  |

#### Résultats par nuances
| Nuance                 | Nuance                        | Nuance                 | Premier tour | Premier tour | Premier tour | Second tour | Second tour   | Second tour | Total Sièges | +/-           |  |
| Nuance                 | Nuance                        | Nuance                 | Voix         | %            | Sièges       | Voix        | %             | Sièges      | Total Sièges | +/-           |  |
| ---------------------- | ----------------------------- | ---------------------- | ------------ | ------------ | ------------ | ----------- | ------------- | ----------- | ------------ | ------------- |  |
|                        | Rassemblement national        | RN                     | 68 937       | 33,23        | 0            | 74 667      | 36,00         | 0           | 0            | en stagnation |  |
|                        | Union de la gauche            | UG                     | 57 407       | 27,67        | 0            | 41 326      | 19,93         | 1           | 1            | en stagnation |  |
|                        | Ensemble pour la République ! | ENS                    | 48 635       | 23,44        | 0            | 75 147      | 36,24         | 3           | 3            | en stagnation |  |
|                        | Horizons                      | HOR                    | 15 875       | 7,65         | 0            | 16 244      | 7,83          | 0           | 0            | Nv            |  |
|                        | Divers gauche                 | DVG                    | 10 122       | 4,88         | 0            |             |               |             | 0            | en stagnation |  |
|                        | Extrême gauche                | EXG                    | 2 391        | 1,15         | 0            | 0           | en stagnation |             |              |               |  |
|                        | Divers droite                 | DVD                    | 1 658        | 0,80         | 0            | 0           | en stagnation |             |              |               |  |
|                        | Divers centre                 | DVC                    | 1 263        | 0,61         | 0            | 0           | Nv            |             |              |               |  |
|                        | Droite souverainiste          | DSV                    | 752          | 0,36         | 0            | 0           | en stagnation |             |              |               |  |
|                        | Écologistes                   | ECO                    | 417          | 0,20         | 0            | 0           | en stagnation |             |              |               |  |
|                        |                               |                        |              |              |              |             |               |             |              |               |  |
| Suffrages exprimés     | Suffrages exprimés            | Suffrages exprimés     | 207 457      | 96,93        |              | 207 384     | 96,22         |             |              |               |  |
| Votes blancs           | Votes blancs                  | Votes blancs           | 4 068        | 1,90         | 5 731        | 2,66        |               |             |              |               |  |
| Votes nuls             | Votes nuls                    | Votes nuls             | 2 500        | 1,17         | 2 423        | 1,12        |               |             |              |               |  |
| Total                  | Total                         | Total                  | 214 025      | 100          | 0            | 215 538     | 100           | 4           | 4            | en stagnation |  |
| Abstentions            | Abstentions                   | Abstentions            | 93 333       | 30,37        |              | 91 865      | 29,88         |             |              |               |  |
| Inscrits/Participation | Inscrits/Participation        | Inscrits/Participation | 307 358      | 69,63        | 307 403      | 70,12       |               |             |              |               |  |

### Résultats par circonscription

#### Première circonscription
- Députée sortante : Lisa Belluco (Les Écologistes)

| Candidat                 | Candidat                 | Parti et coalition       | Nuances                  | Premier tour | Premier tour | Second tour | Second tour |
| Candidat                 | Candidat                 | Parti et coalition       | Nuances                  | Voix         | %            | Voix        | %           |
| ------------------------ | ------------------------ | ------------------------ | ------------------------ | ------------ | ------------ | ----------- | ----------- |
|                          | Lisa Belluco             | LÉ (NFP)                 | UG                       | 18 232       | 33,14        | 22 660      | 40,64       |
|                          | Emmanuelle Darles        | RN                       | RN                       | 15 918       | 28,93        | 16 858      | 30,23       |
|                          | Séverine Saint-Pé        | HOR (ENS)                | HOR                      | 15 875       | 28,85        | 16 244      | 29,13       |
|                          | Aurélien Tricot          | SE                       | DVG                      | 4 399        | 7,99         |             |             |
|                          | Ludovic Gaillard         | LO                       | EXG                      | 599          | 1,09         |             |             |
|                          |                          |                          |                          |              |              |             |             |
| Votes valides            | Votes valides            | Votes valides            | Votes valides            | 55 023       | 97,14        | 55 762      | 97,45       |
| Votes blancs             | Votes blancs             | Votes blancs             | Votes blancs             | 1 045        | 1,84         | 1 052       | 1,84        |
| Votes nuls               | Votes nuls               | Votes nuls               | Votes nuls               | 577          | 1,02         | 409         | 0,71        |
| Total                    | Total                    | Total                    | Total                    | 56 645       | 100          | 57 223      | 100         |
| Abstention               | Abstention               | Abstention               | Abstention               | 24 408       | 30,11        | 23 846      | 29,41       |
| Inscrits / participation | Inscrits / participation | Inscrits / participation | Inscrits / participation | 81 053       | 69,89        | 81 069      | 70,59       |

#### Deuxième circonscription
- Député sortant : Sacha Houlié (Renaissance)

| Candidat                 | Candidat                 | Parti et coalition       | Nuances                  | Premier tour | Premier tour | Second tour | Second tour |
| Candidat                 | Candidat                 | Parti et coalition       | Nuances                  | Voix         | %            | Voix        | %           |
| ------------------------ | ------------------------ | ------------------------ | ------------------------ | ------------ | ------------ | ----------- | ----------- |
|                          | Sacha Houlié             | RE (ENS)                 | ENS                      | 18 855       | 33,21        | 23 895      | 41,90       |
|                          | Valérie Soumaille        | LFI (NFP)                | UG                       | 16 254       | 28,63        | 18 666      | 32,73       |
|                          | Estelle Chevallier       | RN                       | RN                       | 13 864       | 24,42        | 14 473      | 25,38       |
|                          | Aurélien Bourdier        | PS diss.                 | DVG                      | 5 723        | 10,08        |             |             |
|                          | Xavier Augay             | SE                       | DVD                      | 1 658        | 2,92         |             |             |
|                          | Agnès Chauvin            | LO                       | EXG                      | 413          | 0,73         |             |             |
|                          |                          |                          |                          |              |              |             |             |
| Votes valides            | Votes valides            | Votes valides            | Votes valides            | 56 767       | 97,57        | 57 034      | 97,43       |
| Votes blancs             | Votes blancs             | Votes blancs             | Votes blancs             | 896          | 1,54         | 1 076       | 1,84        |
| Votes nuls               | Votes nuls               | Votes nuls               | Votes nuls               | 516          | 0,89         | 430         | 0,73        |
| Total                    | Total                    | Total                    | Total                    | 58 179       | 100          | 58 540      | 100         |
| Abstention               | Abstention               | Abstention               | Abstention               | 22 028       | 27,46        | 21 679      | 27,02       |
| Inscrits / participation | Inscrits / participation | Inscrits / participation | Inscrits / participation | 80 207       | 72,54        | 80 219      | 72,98       |

#### Troisième circonscription
- Député sortant : Pascal Lecamp (Mouvement démocrate)

| Candidat                 | Candidat                 | Parti et coalition       | Nuances                  | Premier tour | Premier tour | Second tour | Second tour |
| Candidat                 | Candidat                 | Parti et coalition       | Nuances                  | Voix         | %            | Voix        | %           |
| ------------------------ | ------------------------ | ------------------------ | ------------------------ | ------------ | ------------ | ----------- | ----------- |
|                          | Éric Soulat              | RN                       | RN                       | 19 887       | 40,82        | 21 868      | 45,59       |
|                          | Pascal Lecamp            | MoDem (ENS)              | ENS                      | 14 704       | 30,18        | 26 100      | 54,41       |
|                          | Gisèle Jean              | app. PS (NFP)            | UG                       | 13 020       | 26,73        | Retrait     | Retrait     |
|                          | Soizic Jouan             | LO                       | EXG                      | 688          | 1,41         |             |             |
|                          | Tatiana Gouverneur       | Équinoxe                 | ECO                      | 417          | 0,86         |             |             |
|                          |                          |                          |                          |              |              |             |             |
| Votes valides            | Votes valides            | Votes valides            | Votes valides            | 48 716       | 96,15        | 47 968      | 94,23       |
| Votes blancs             | Votes blancs             | Votes blancs             | Votes blancs             | 1 182        | 2,33         | 2 060       | 4,05        |
| Votes nuls               | Votes nuls               | Votes nuls               | Votes nuls               | 767          | 1,51         | 876         | 1,72        |
| Total                    | Total                    | Total                    | Total                    | 50 665       | 100          | 50 904      | 100         |
| Abstention               | Abstention               | Abstention               | Abstention               | 21 754       | 30,04        | 21 526      | 29,72       |
| Inscrits / participation | Inscrits / participation | Inscrits / participation | Inscrits / participation | 72 419       | 69,96        | 72 430      | 70,28       |

#### Quatrième circonscription
- Député sortant : Nicolas Turquois (Mouvement démocrate)

| Candidat                 | Candidat                 | Parti et coalition       | Nuances                  | Premier tour | Premier tour | Second tour | Second tour |
| Candidat                 | Candidat                 | Parti et coalition       | Nuances                  | Voix         | %            | Voix        | %           |
| ------------------------ | ------------------------ | ------------------------ | ------------------------ | ------------ | ------------ | ----------- | ----------- |
|                          | Hager Jacquemin          | RN                       | RN                       | 19 268       | 41,04        | 21 468      | 46,05       |
|                          | Nicolas Turquois         | MoDem (ENS)              | ENS                      | 15 076       | 32,11        | 25 152      | 53,95       |
|                          | Yves Trousselle          | PP (NFP)                 | UG                       | 9 901        | 21,09        | Retrait     | Retrait     |
|                          | Patrick Minot            | AC (LC)                  | DVC                      | 1 263        | 2,69         |             |             |
|                          | Sabine Bortolotti        | DLF                      | DSV                      | 752          | 1,60         |             |             |
|                          | Patrice Villeret         | LO                       | EXG                      | 691          | 1,47         |             |             |
|                          |                          |                          |                          |              |              |             |             |
| Votes valides            | Votes valides            | Votes valides            | Votes valides            | 46 951       | 96,73        | 46 620      | 95,39       |
| Votes blancs             | Votes blancs             | Votes blancs             | Votes blancs             | 945          | 1,95         | 1 543       | 3,16        |
| Votes nuls               | Votes nuls               | Votes nuls               | Votes nuls               | 640          | 1,32         | 708         | 1,45        |
| Total                    | Total                    | Total                    | Total                    | 48 536       | 100          | 48 871      | 100         |
| Abstention               | Abstention               | Abstention               | Abstention               | 25 143       | 34,13        | 24 814      | 33,68       |
| Inscrits / participation | Inscrits / participation | Inscrits / participation | Inscrits / participation | 73 679       | 65,87        | 73 685      | 66,32       |